# Napajedelská brána
Napajedelská brána je označení pro soutěsku, která na území Zlínského kraje u města Napajedla přerušuje pásmo Vnějších Západních Karpat a propojuje Hornomoravský a Dolnomoravský úval. Z geomorfologického hlediska tak leží na rozhraní Vněkarpatských sníženin a Panonské pánve, a odděluje od sebe Středomoravské a Slovensko-moravské Karpaty. Protéká jí řeka Morava. Od pravěkých dob patří mezi významné dopravní cesty, vede jí II. železniční koridor (trať Přerov–Břeclav) a páteřní silnice I/55.